# Ibertioga
Ibertioga is een gemeente in de Braziliaanse deelstaat Minas Gerais. De gemeente telt 5.206 inwoners (schatting 2009).

## Aangrenzende gemeenten
De gemeente grenst aan Antônio Carlos, Barbacena, Piedade do Rio Grande, Santa Rita de Ibitipoca en São João del-Rei,.